# Puente de Londres (Arizona)
El puente de Londres es una estructura situada actualmente en Lake Havasu City, Arizona, Estados Unidos. Con 280 metros de largo, este puente en arco fue inaugurado originalmente en 1831 y anteriormente se extendía sobre el río Támesis en Londres, Inglaterra, Reino Unido. En 1968, Robert P. McCulloch compró el puente a la alcaldía de Londres. McCulloch hizo cortar los bloques de granito exteriores del puente original y transportarlos a los Estados Unidos para usarlos en la construcción de un nuevo puente en Lake Havasu City, una comunidad planificada que se estableció en 1964 en la orilla del lago Havasu. El puente se completó en 1971 (junto con un canal) y une una isla en el río Colorado con la parte principal de Lake Havasu City. Es una estructura de hormigón armado revestida con la mampostería original del puente de la década de 1830. 

## Historia

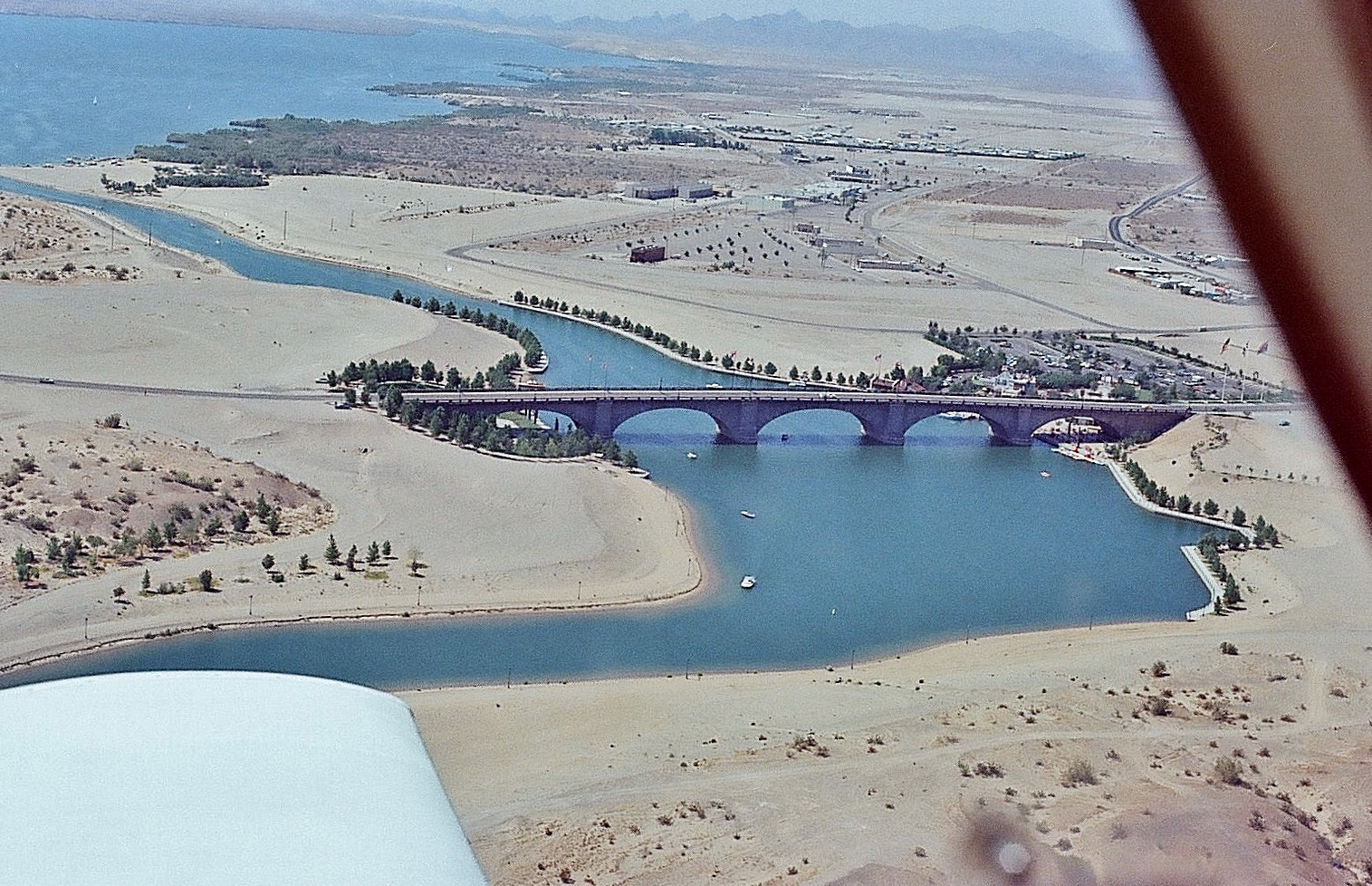
London Bridge en Arizona, 1973

Inaugurado el 1° de agosto de 1831, el puente fue el último proyecto del ingeniero John Rennie y lo completó su hijo, John Rennie el joven. Como no era lo suficientemente resistente para soportar la mayor carga de tráfico, el puente fue vendido por la alcaldía de Londres en abril de 1968 para dar paso a su reemplazo.
El comprador, Robert P. McCulloch, era un empresario y promotor inmobiliario que fundó Lake Havasu City. Instaló el puente para atraer turistas y compradores de casas de retiro a sus propiedades. Existe un rumor popular de que el puente se compró con la creencia errónea de que era el puente de la Torre, pero la acusación fue negada con vehemencia tanto por McCulloch como por Ivan Luckin, quienes organizaron la adquisición del puente.
Se quitaron las piedras de revestimiento del puente, se numeró cada una y se catalogó su posición. Posteriormente, un barco transportó el puente en pedazos a través del Canal de Panamá y lo descargó en el Puerto de Long Beach, California. A partir de ahí, el puente fue transportado por tierra a Lake Havasu City, donde comenzó el reensamblaje en 1968.
El 23 de septiembre de 1968, Sir Gilbert Inglefield, alcalde de Londres, volvió a colocar la primera piedra del puente en el sitio de reconstrucción en Arizona. La mampostería original se utilizó para revestir una nueva estructura interior de hormigón. Después de 3 años de reconstrucción, el puente fue "rededicado" el 10 de octubre de 1971.
El puente no se reconstruyó sobre un río, sino que se colocó en un terreno entre la parte principal de la ciudad y Pittsburgh Point, que en ese momento era una península que se adentraba en el lago Havasu. Una vez terminado, una empresa de construcción dragó el canal Bridgewater Channel debajo del puente, a través del cuello de la península de Pittsburgh Point. El canal que lo separaba de la ciudad convertía a Pittsburgh Point en una isla. Como resultado, el puente ahora atraviesa un atajo navegable entre Thompson Bay en Lake Havasu, al sur de Pittsburgh Point, y la parte norte de Lake Havasu.

### Uso como atracción turística
Después de que se reconstruyó el puente, los posibles compradores de terrenos se sintieron atraídos a visitar el puente y hacer un recorrido por las propiedades en venta. Las ventas de terrenos mejoraron y McCulloch recuperó todos los gastos de la compra y el envío del puente. Como había obtenido el terreno sin costo alguno, la venta de las propiedades pagó el puente y más. Los últimos años han visto mucho desarrollo en el área del puente para aumentar el interés turístico.
El "English Village" (Pueblo Inglés) original era un centro comercial al aire libre que contaba con un laberinto de setos y un museo histórico, construido en una imitación del estilo inglés. Se deterioró con el tiempo y acabó siendo parcialmente explanado. Con posterioridad, la Oficina de Convenciones y Visitantes de la ciudad de Lake Havasu ha emprendido una revitalización del English Village, con la conversión del centro comercial en condominios propuesta en 2011 por Virtual Realty Enterprises, su propietario actual.

## Imágenes

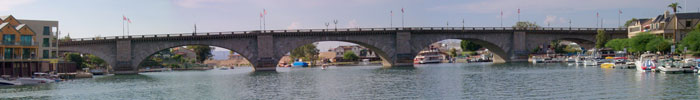
Vista panorámica del puente completo

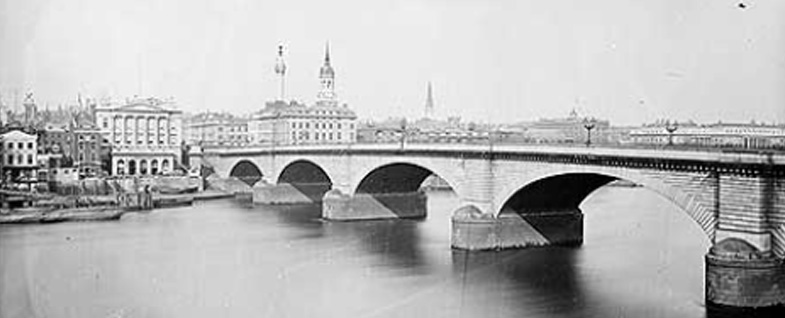
Puente de Londres alrededor de 1870, cuando cruzaba sobre el río Támesis en Londres

|  |  |  |  |

|  |  |  |